# Principio de identidad
El principio de identidad es un principio clásico de la lógica y la filosofía, según el cual toda entidad es idéntica a sí misma. Por ejemplo, Aristóteles es idéntico a sí mismo (a Aristóteles), el Sol es idéntico a sí mismo, esta manzana es idéntica a sí misma, etc. El principio de identidad es, junto con el principio de no contradicción y el principio del tercero excluido, una de las leyes clásicas del pensamiento.
En lógica de primer orden con identidad, el principio de identidad se expresa:
{\displaystyle \forall x\ x=x}
Es decir: para toda entidad x, x es idéntica a sí misma.
No se debe confundir al principio de identidad con la siguiente tautología de la lógica proposicional:
{\displaystyle A\leftrightarrow A}
Esta fórmula expresa que toda proposición es verdadera si y sólo si ella misma es verdadera. Por lo tanto, expresa una verdad acerca de proposiciones y sus valores de verdad, mientras que el principio de identidad expresa una verdad acerca de todo tipo de entidades, no solo proposiciones.

## Historia
La formulación de este principio viene de Parménides quien formuló su ley de identidad donde enuncia «lo que es es y lo que no es no es», a partir de este principio deduce que "lo que es no puede no ser".
 

El primer uso registrado de la ley parece ocurrir en el diálogo Teeteto (185a) de Platón, en el que Sócrates intentó establecer que lo que llamamos 'sonidos' y 'colores' son dos clases diferentes de cosas:
Sócrates: Respecto al sonido y al color, en primer lugar, ¿piensas esto de ambos: existen?
Teeteto: Sí.
Sócrates: Entonces, ¿crees que cada uno se diferencia del otro y es idéntico a sí mismo?
Teeteto: Ciertamente.
Sócrates: ¿Y que ambos son dos y cada uno uno?

Teeteto: Sí, eso también.
Se usa explícitamente solo una vez en Aristóteles, en una prueba en Primeros analíticos, II, 22, 68a:
Cuando A pertenece al conjunto de B y a C y no se afirma de nada más, y B pertenece también a todo C, es necesario que A y B sean convertibles: porque como A se dice de B y C solamente, y B se afirma tanto de sí mismo como de C, está claro que se dirá B de todo lo que se diga A, excepto A mismo.
Aristóteles creía que la ley de la no contradicción era la ley más fundamental. Tanto Tomás de Aquino (Met. IV, lección 6) como Duns Escoto (Quaest. Sup. Met. IV, Q. 3) siguen a Aristóteles a este respecto. Antonius Andreas, el discípulo español de Escoto (m. 1320), sostiene que el primer lugar debería pertenecer a la ley "Todo ser es un ser" (Omne Ens est Ens , Qq. En Met. IV, Q. 4), pero el difunto escritor escolástico Francisco Suárez (Disp. Met. III, § 3) no estuvo de acuerdo, prefiriendo también seguir a Aristóteles. 
En el siglo XVII, la referencia a esta ley era común entre los filósofos, y es probable que haya sido tomada de las enseñanzas de Aristóteles durante la Alta Edad Media.

## Críticas
Hegel, en su filosofía general y especialmente en Ciencia de la lógica, sometió el principio de identidad a una crítica radical. El quid de su argumentación es que hay un pasaje desde la primera A a la segunda en la proposición «A = A». La identidad no es evidente en sí, es afirmada. La segunda A está fuera de la primera. La identidad contiene dentro de sí diferencia. La nueva lógica que propone Hegel no se basa, sin embargo, en el principio de identidad, sino en el principio de contradicción. Se establece una contradicción que no debe ser rechazada o negada, sino plenamente asumida y reconciliada. Si A es B, A depende de B, que a su vez lo niega, lo contradice. En tanto que pensado, A es realizado cuando es negado por B. En definitiva esta proposición equivale a la afirmación de que A es A, en lucha con B.
Ludwig Wittgenstein comentó respecto al principio de identidad que «A implica a no-A». Es decir, para todo A debe haber también algo que es no-A. Principio que utiliza para defender su tesis de que el conjunto de reglas que conforman una gramática es absolutamente arbitraria. Conocido como la justificación mediante el argumento de la polaridad, que determina que ninguna oración declarativa puede justificar una regla de una gramática. Puesto que si una oración tiene sentido, su negación también debe tenerlo, y si una oración justifica una regla, su negación también debería hacerlo, lo cual es absurdo.